# 巴尔汗县

所在位置

巴尔汗县，巴基斯坦俾路支省东北部的一个县。总面积3,411平方公里，总人口185,000（2005年估计值）。县治位于巴尔汗。

## 行政区划
巴尔汗县辖1个乡，8个联合委员会。